# آلفردو دی استفانو
آلفردو استفانو دی استفانو لائوله (به اسپانیایی: Alfredo Stéfano di Stéfano Laulhé) (زادهٔ ۴ ژوئیهٔ ۱۹۲۶ – درگذشتهٔ ۷ ژوئیهٔ ۲۰۱۴) بازیکن و مربی سابق فوتبال آرژانتینی-اسپانیایی بود. او به‌عنوان یکی از بزرگ‌ترین بازیکنان تاریخ فوتبال شناخته می‌شود. وی به مدت ۳۰ سال با ۲۳ گل زده بهترین گلزن تاریخ تیم ملی فوتبال اسپانیا و همچنین به مدت ۴۰ سال بهترین گلزن تاریخ باشگاه فوتبال رئال مادرید بوده است. دی استفانو دو بار در سال‌های ۱۹۵۷ و ۱۹۵۹ برندهٔ توپ طلا شد. همچنین او اولین و تنها بازیکن تاریخ است که موفق به کسب سوپر توپ طلا شد.
بسیاری از صاحب‌نظران برجستهٔ فوتبال، او را   بهترین بازیکن تاریخ رئال مادرید و حتی برخی او را بهترین بازیکن تاریخ فوتبال می‌دانند.
در سال ۱۹۹۹ میلادی، دی استفانو در یک رأی‌گیری که توسط فدراسیون بین‌المللی تاریخ و آمار فوتبال انجام شد به‌عنوان چهارمین بازیکن برتر قرن ۲۰ انتخاب شد. وی همچنین در رأی‌گیری دیگری که توسط نشریهٔ فرانس فوتبال انجام شد به‌عنوان دومین بازیکن برتر تاریخ بعد از پله برگزیده شد. همچنین وی در لیست فیفا ۱۰۰ (۱۰۰ بازیکن برتر تاریخ از نظر پله) حضور دارد. به خاطر زحمات فراوان دی استفانو برای رئال مادرید، ورزشگاه دوم رئال مادرید، ورزشگاه آلفردو دی استفانو نام‌گذاری شده است. دی استفانو در یکی از بهترین نسل‌های رئال مادرید که معروف به قوهای سفید بود بازی می‌کرد. سانتیاگو برنابئو پایه‌گذار این تیم طلایی بود که به غیر از دی استفانو، بازیکنان بزرگی مانند فرانس پوشکاش، فرانسیسکو خنتو و ریموند کوپا در این دوره بازی می‌کردند و از ارکان اصلی این تیم بودند.
وی پس از کریستیانو رونالدو، کریم بنزما و رائول گونزالس که به ترتیب با ۴۵۰، ۳۲۵ و ۳۲۳ گل بهترین گلزنان تاریخ رئال مادرید هستند، در جایگاه چهارم قرار دارد و بعد از لیونل مسی، با به ثمر رساندن ۱۸ گل به‌همراه کریستیانو رونالدو بهترین گلزن ال کلاسیکو است. این بازیکن با درخشش خود در فصل ۵۴–۱۹۵۳ باعث شد رئال مادرید بعد از ۱۵ سال قهرمان لالیگا شود.
دی استفانو اولین بازیکنی بود که موفق شد دو بار برندهٔ توپ طلا شود. همچنین به خاطر عملکرد درخشان او در رئال مادرید و لالیگا، جایزهٔ بهترین بازیکن فصل لالیگا جایزهٔ آلفردو دی استفانو نام‌گذاری شده است.
این مهاجم به همراه باشگاه رئال مادرید و در فاصلهٔ سال‌های ۱۹۵۶ تا ۱۹۶۰ پنج بار پیاپی قهرمان لیگ قهرمانان اروپا شد و در همهٔ فینال‌ها گلزنی کرد. همچنین او اولین بازیکن تاریخ است که در پنج فینال پیاپی در جام باشگاه‌های اروپا گلزنی کرده و در کل ۷ گل در این فینال‌ها به ثمر رسانده است. او به همراه فرانس پوشکاش رکورددار گلزنی در فینال این رقابت‌ها است.

## اوایل زندگی
دی استفانو در محلهٔ باراکاس در شهر بوئنوس آیرس متولد شده است. او از اولین نسل ایتالیایی-آرژانتینی محسوب می‌شود. پدر دی استفانو نیز مدافع سابق ریور پلاته بود اما به دلیل مصدومیت مجبور به بازنشستگی زود هنگام شد و در سال ۱۹۱۲ از فوتبال خداحافظی کرد. خود آلفردو نیز علاقه به فوتبال داشت و از نوجوانی در فوتبال خیابانی و تیم‌های محلی بازی می‌کرد. نزدیکان و دوستان دی استفانو از همان موقع استعداد او در فوتبال را تحسین می‌کردند. در سال ۱۹۴۰ خانواده‌اش به حومهٔ شهر مهاجرت کردند و دی استفانو به همراه پدرش و برادرش تولیو به کار کردن مشغول شدند اما در کنار آن فوتبال نیز بازی می‌کردند. خانوادهٔ او در سال ۱۹۴۳ به بوئنوس آیرس بازگشتند.

## دوران فوتبال

### حضور در ریور پلاته
در سال ۱۹۴۴ پدر دی استفانو توصیه‌نامه‌ای به ریور پلاته نوشت، و باشگاه با ارسال یک تلگراف پاسخ وی را داد و دی استفانو را به یک بازی تستی با تیم جوانان دعوت کرد. دی استفانو تحت آزمایش قرار گرفت و مورد توجه مربیان ریور پلاته گرفت تا در نهایت به تیم دوم ریور پلاته پیوست. مورنو از ستاره‌های اصلی تیم، تازه به اسپانیا رفته بود و به نظر می‌رسید فرصت خوبی برای دی استفانوی جوان باشد تا برای حضور در ترکیب اصلی بجنگد. در آن زمان مربی ریور پلاته کارلوس پیوسل بود که در پیشرفت دی استفانو در فوتبال نقش به‌سزایی داشت. در نهایت دی استفانو اولین بازی دوران حرفه‌ای خود را در ۱۹۴۵ انجام داد و در آن بازی ریور پلاته با نتیجهٔ ۲–۱ در برابر هوراکان بازی را واگذار کرد. این تنها بازی دی استفانو در آن فصل بود اما در پایان فصل، در حالی که ریور پلاته ۶ امتیاز بیشتر از بوکا جونیورز داشت قهرمان آرژانتین شد. این اولین جام دوران حرفه‌ای دی استفانو بود.

### انتقال قرضی به هوراکان
پس از تنها مسابقهٔ دی استفانو در فصل قبل، رئیس باشگاه هوراکان تحت تأثیر دی استفانو قرار گرفت و قصد خرید او را داشت. دی استفانو نیز با پیوستن به هوراکان موافقت کرد، زیرا فهمید شانس حضور ترکیب اصلی ریور پلاته کم است. همچنین اسطورهٔ هوراکان و آرژانتین، هرمینیو ماسانتونیو تازه بازنشسته شده بود و باشگاه به یک مهاجم نیاز داشت.
گیرمو استابیله، مهاجم سابق آرژانتین و بهترین گلزن جام جهانی، مربی هوراکان در آن زمان بود و برای اولین بار دی استفانو را در ترکیب اصلی قرار داد. دی استفانو در پیروزی ۳–۱ مقابل استودیانتس اولین گل دوران حرفه‌ای خود را به ثمر رساند و بعداً به تیم سابق خود ریور پلاته گل زد. او با گلزنی در ثانیهٔ ۱۰ سریع‌ترین گل در تاریخ لیگ برتر آرژانتین را به ثمر رساند. او در ۲۵ بازی برای هوراکان ۱۰ گل به ثمر رساند. هوراکان در یک فصل موفق، رتبهٔ هشتم جدول را به‌دست‌آورد و تلاش کرد تا دی استفانو را به‌طور دائم به خدمت بگیرد، اما ریورپلاته قیمت دی استفانو را ۹۰ هزار پزو اعلام کرد که هوراکان توانایی پرداخت این مبلغ را نداشت.

### بازگشت به ریور پلاته
دی استفانو در سال ۱۹۴۷ به ریور پلاته بازگشت. کارلوس پیوسل که در آن زمان سرمربی ریور پلاته بود پس بازگشت دی استفانو در ابتدا تصمیم گرفت از او در جناحین استفاده کند؛ پستی که معمولا دی استفانو در آن بازی می‌کرد، اما بعداً نظرش تغییر کرد و دی استفانو به عنوان مهاجم میانی به میدان رفت. خیلی زود دی استفانو به پست جدید خود عادت کرد و هم‌تیمی‌هایش با او سازگار شدند. او مجبور شد برای رفتن به خدمت سربازی مدتی تیم را ترک کند. دی استفانو موفق شد با ۲۷ گل زده در لیگ برتر آرژانتین در سال ۱۹۴۷ بهترین گلزن این تورنمنت شود.
پیروزی در لیگ باعث شد ریور پلاته به کوپا آلدائو (مسابقه‌ای که بین قهرمان آرژانتین و اروگوئه برگزار می‌شد) راه پیدا کند و در برابر تیم ناسیونال مونته ویدئو که قهرمان اروگوئه شده بود قرار بگیرد. ریور پلاته با گلزنی دی استفانو بازی را با نتیجه ۴–۳ برنده شد، و چهار روز بعد با پیروزی ۳–۱ در بوئنوس آیرس، دی استفانو اولین جام بین‌المللی خود را به‌دست‌آورد.
در فوریهٔ ۱۹۴۸، ریور پلاته در جام قهرمانان آمریکای جنوبی حضور پیدا کرد و در فینال این رقابت از تیم واسکو دوگاما شکست خورد و در نهایت نایب قهرمان شد. دی استفانو در این رقابت‌ها ۶ بازی داشت و ۴ گل به ثمر رساند.
در سال ۱۹۴۸، اتحادیهٔ فوتبال به دلیل اعتراض بازیکنان به هدایت دی استفانو و آدولفو پدرنرا (هم‌تیمی دی استفانو) که موجب اعتصاب بازیکنان ریور پلاته برای دستیابی به حقوق و دستمزد خود بود، مسابقات را برای مدتی متوقف کرد. علی‌رغم آن اوضاع بد در آرژانتین، دی استفانو در ۲۳ بازی ۱۳ گل به ثمر رساند و در نهایت ریور پلاته سوم شد. این اعتصاب به مدت ۸ ماه تا سال ۱۹۴۹ ادامه داشت و در نهایت باعث رفتن بهترین بازیکنان آرژانتین به لیگ‌های دیگر از جمله کلمبیا شد. دی استفانو در یکی از آخرین بازی‌های خود در ریور پلاته، در ۳۱ ژوئیهٔ ۱۹۴۹، مجبور شد به مدت ۲۰ دقیقه به عنوان دروازه‌بان جایگزین آمادئو کاریزو شود. او در مدت ۲۰ دقیقه در برابر بوکا جونیورز هیچ گلی دریافت نکرد و در نهایت ریور پلاته پیروز شد.

### میلوناریوس
در مه ۱۹۴۹ یک بازی دوستانه بین ریور پلاته و باشگاه ایتالیایی گراند تورینو انجام شد و طبق توافقات اولیه قرار بود دی استفانو به گراند تورینو منتقل شود. اما دی استفانو قبلاً با تیم کلمبیایی میلوناریوس به توافق رسیده بود. همچنین آدولفو پدرنرا بازیکن میلوناریوس که قبلاً با دی استفانو در ریور پلاته هم‌تیمی بود با او تماس گرفت تا به کلمبیا بیاید. میلوناریوس بدون پرداخت مبلغی دی استفانو را به خدمت گرفت چون اتحادیهٔ کلمبیا هنوز به فیفا وابسته نبود. همچنین این تیم کلمبیایی توانایی پرداخت مبلغ درخواستی برای انتقال دی استفانو را نداشت اما دستمزد بیشتری نسبت به ریور پلاته می‌داد. در نهایت دی استفانو به میلوناریوس پیوست.
لیگ سری آ کلمبیا در سال ۱۹۴۸ تأسیس شد، یعنی یک بعد از انتقال دی استفانو به کلمبیا. در آن سال دی استفانو در کنار آدولفو پدرنرا و نستور روسی که همهٔ آن‌ها در تابستان همان سال به باشگاه کلمبیایی منتقل شده بودند مثلث هجومی میلوناریوس را تشکیل می‌دادند. آن‌ها در همان فصل اول قهرمان سری آ کلمبیا شدند. دی استفانو در اولین فصل خود در ۱۴ بازی ۱۶ گل زد. در فصل بعدی یعنی ۱۹۵۰ نیز دی استفانو عملکرد خوبی داشت و در ۲۹ بازی ۲۳ گل به ثمر رساند. میلوناریوس در آن فصل با دو امتیاز کمتر نسبت به تیم قهرمان، دوم شد. در فصل ۱۹۵۱ بر عکس فصل قبلی میلوناریوس با ۱۱ امتیاز بیشتر از تیم دوم، قهرمان شد. دی استفانو هم در آن فصل ۳۴ بازی داشت و ۳۲ گل زد. در همان سال میلوناریوس در فینال کوپا کلمبیا از تیم بوکا جونیورز دی کالی باخت و نایب قهرمان شد. در فصل بعدی نیز میلوناریوس قهرمانی را تکرار کرد و دی استفانو با ۱۹ گل زده برای دومین فصل متوالی آقای گل شد. در فصل بعدی هم با درخشش دی استفانو میلوناریوس قهرمان کوپا کلمبیا شد.
در اکتبر ۱۹۵۱، فیفا با اتحادیهٔ فوتبال کلمبیا بر سر پیمان لیما موافقت کرد به شرط این‌که بازیکنان در سال ۱۹۵۴ به کشور خود بازگردند. این توافق راه دی استفانو برای رفتن از کلمبیا را باز کرد. طبق آمار رسمی دی استفانو ۱۱۱ بازی برای میلوناریوس داشت و ۱۰۰ گل به ثمر رساند و در کل در ۲۹۲ بازی در کلمبیا ۲۶۷ گل زده است. او از بهترین بازیکنان تاریخ میلوناریوس و سری آ کلمبیا محسوب می‌شود.

### انتقال جنجالی به اسپانیا
رئال مادرید تصمیم داشت در سال ۱۹۵۲ به مناسبت ۵۰ سالگی این تیم با ریور پلاته یک مسابقهٔ دوستانه ترتیب دهد اما بعداً نظر سانتیاگو برنابئو عوض شد و آن‌ها در برابر میلوناریوس به میدان رفتند. پس از آن بازی سران رئال تحت تأثیر دی استفانو قرار گرفتند.
بلافاصله بعد از بازگشت میلوناریوس به کلمبیا، سران بارسلونا در بوئنوس آیرس با مدیران ریور پلاته برای خرید دی استفانو دیدار کردند. هر چند دی استفانو متعلق به میلوناریوس بود اما ریور پلاته آخرین تیم وابسته به فیفا بود که دی استفانو در آن به میدان رفته بود. هر دو طرف موافقت کردند که دی استفانو با مبلغی معادل ۱۵۰ میلیون لیرهٔ ایتالیا به بارسلونا منتقل شود اما با توجه به این‌که دی استفانو هنوز با تیم کلمبیایی قرارداد داشت، کاتالان‌ها باید تا سال ۱۹۵۴ صبر می‌کردند. در همان موقع رئال مادرید با میلوناریوس به توافق رسید و توانایی پرداخت تمام مبلغ انتقال را داشت. در اینجا بود که رقابت بر سر انتقال دی استفانو بین دو تیم اسپانیایی آغاز شد. دی استفانو با نمایندگان دو تیم ملاقات کرد، هرچند که رئال مادرید دستمزد بیشتری می‌داد اما باز هم توافقی حاصل نشد و هردو تیم ادعای مالکیت این بازیکن آرژانتینی را می‌کردند.
در نهایت فیفا نیز وارد ماجرا شد و آراماندو کالرو رئیس سابق فدراسیون اسپانیا را واسطه قرار داد. کالرو تصمیم گرفت دی استفانو سال‌های ۱۹۵۴–۱۹۵۳ و ۱۹۵۶–۱۹۵۵ برای رئال مادرید و در سال‌های ۱۹۵۵–۱۹۵۴ و ۱۹۵۷–۱۹۵۶ در بارسلونا توپ بزند که هردو طرف موافقت کردند. اگر چه کاتالان‌ها موافقت کردند اما نارضایتی‌هایی در میان مدیران بارسلونا ایجاد شد و در نهایت رئیس این تیم استعفا داد.
از آنجا که چند بازی اول دی استفانو خیلی چشمگیر نبود، بارسلونا نیمی از قرارداد خود را به رئال مادرید فروخت و در نهایت دی استفانو به‌طور کامل و رسمی به رئال مادرید پیوست. رئالی‌ها با میلوناریوس قرارداد چهار ساله بستند و تمام مبلغ درخواستی تیم کلمبیایی را پرداخت کردند. همچنین برای دی استفانو دستمزدی در حدود دو برابر(۴۰ درصد) بیشتر از دستمزد دیگر بازیکنان تیم قرار دادند. این اتفاق باعث تشدید رقابت رئال مادرید و بارسلونا شد.

### رئال مادرید

#### سال‌های ابتدایی
دی استفانوی ۲۷ ساله بعد از ۷ ماه دوری از فوتبال سرانجام در ۲۲ سپتامبر ۱۹۵۳ به رئال مادرید پیوست و اولین بازی خود را در اکتبر ۱۹۵۳ در ال کلاسیکو و در برابر بارسلونا انجام داد. رئال مادرید آن بازی را با نتیجهٔ ۵–۰ پیروز شد و دی استفانو دو گل به ثمر رساند. دی استفانو در چند ماه اول با فوتبال اروپا سازگار نشد، اما با گذشت زمان، سبک خاص خود را تحمیل کرد و با تیم هماهنگ شد. او در اولین فصل حضورش در رئال مادرید، در ۲۸ بازی ۲۷ گل به ثمر رساند تا بهترین گلزن لا لیگا در فصل ۱۹۵۴–۱۹۵۳ شود و در قهرمانی رئال مادرید نقش چشمگیری داشت. او با عملکرد درخشان خود باعث شد رئال مادرید بعد از حدود دو دهه قهرمان لا لیگا شود.
سال بعد رئال مادرید با جذب هکتور ریال از ناسیونال اروگوئه خط حملهٔ خود را تقویت کرد و دوباره قهرمان لا لیگا شد و بارسلونا رتبهٔ دوم را به‌دست‌آورد. دی استفانو ۲۵ گل به ثمر رساند اما آقای گل لا لیگا نشد. در ژوئن ۱۹۵۵ رئال مادرید در فینال جام لاتین در برابر استاد رنس قرار گرفت و با گل‌های ریموند کوپا و ژوست فونتن قهرمانی جام لاتین شد.
دومین قهرمانی پیاپی رئال مادرید باعث شد این تیم اولین نمایندهٔ اسپانیا در اولین سال تأسیس جام باشگاه‌های اروپا در سال ۱۹۵۶ باشد. رئال مادرید در فصل ۱۹۵۶–۱۹۵۵ نتوانست قهرمان لا لیگا شود اما دی استفانو با ۲۴ گل برای دومین بار بهترین گلزن لا لیگا شد. رئال مادرید در جام باشگاه‌های اروپا با تیم پارتیزان بلگراد روبه‌رو شد و با درخشش دی استفانو بازی رفت را ۴–۰ پیروز شد. علیرغم شرایط جوی بد، رئال مادرید برای بازی برگشت به بلگراد سفر کرد و ۳–۰ باخت اما در نهایت به مرحلهٔ بعد صعود کرد. سفیدپوشان در نیمه‌نهایی آ.ث. میلان را حذف کردند و در فینال با استاد رنس روبه‌رو شدند. رئال مادرید نیمهٔ اول را از تیم حریف عقب افتاد اما در نیمهٔ دوم با گلزنی دی استفانو کامبک زد و با نتیجهٔ ۴–۳ پیروز شد و تبدیل به اولین قهرمان جام باشگاه‌های اروپا شد. در پایان سال برای اولین بار جایزهٔ توپ طلا اهدا شد اما دی استفانو با ۳ رأی کمتر از استنلی ماتیوس بازیکن باشگاه بلکپول انگلستان، موفق به کسب آن نشد.

#### سلطنت در اروپا
در سال ۱۹۵۶ رئال مادرید ریموند کوپا را به خدمت گرفت اما به دلیل محدودیت بازیکنان خارجی در لا لیگا نمی‌توانست برای رئال مادرید به میدان برود. اما در همان سال دی استفانو تابعیت اسپانیایی گرفت تا کوپا بتواند بازی کند.
رئال مادرید فصل را با حضور در جام باشگاه‌های جهان کوچک ۱۹۵۶ در ونزوئلا آغاز کرد. اسپانیایی‌ها در برابر تیم‌های واسکو دوگاما، آ.اس. رم و پورتو قرار گرفتند و هر سه بازی را بردند تا قهرمان این رقابت شوند. دی استفانو ۴ گل به ثمر رساند و آقای گل این رقابت شد. رئال مادرید در جام باشگاه‌های اروپا ۵۷–۱۹۵۶ با شکست دادن تیم‌های راپید وین، منچستر یونایتد و نیس به فینال رسید. آن‌ها در برابر آتالانتا قرار گرفتند و با نتیجهٔ ۲–۰ پیروز شدند و برای دومین سال پیاپی قهرمان اروپا شدند. دی استفانو نیز در فینال گلزنی کرد. رئال همچنین در آخرین دوره از رقابت‌های جام لاتین با تک‌گل دی استفانو بنفیکا را شکست دادند و قهرمان این رقابت‌ها شدند. همچنین دی استفانو موفق شد توپ طلای سال ۱۹۵۷ را از آن خود کند. رئالی‌ها در آن سال بازیکنانی همچون کوپا، هکتور ریال، فرانسیسکو خنتو و البته دی استفانو را در اختیار داشتند و توانستند با یک عملکرد فوق‌العاده، ۲۳ پیروزی متوالی در لا لیگا را به‌دست آورند و قهرمان اسپانیا شوند. دی استفانو نیز با ۳۱ گل برای بار دیگر آقای گل این رقابت‌ها شد.
در فصل بعد با ورود خوزه سانتاماریای اروگوئه‌ای خط دفاع رئال تقویت شد. در آن فصل رئال مادرید بالاتر از اتلتیکو قهرمان اسپانیا شد و دی استفانو با ۱۹ گل آقای گل شد. در مرحلهٔ یک‌چهارم نهایی جام باشگاه‌های اروپای ۱۹۵۸ رئال مادرید به مصاف سویا رفت و بازی رفت را با نتیجهٔ فوق‌العادهٔ ۸–۰ به پیروزی رسید. عملکرد دی استفانو در آن بازی بی‌نظیر بود و موفق به ثبت ۴ گل شد. در بازی برگشت در شهر سویل دی استفانو مورد اهانت هواداران سویا قرار گرفت و رئال مادرید به تساوی ۲–۲ رضایت داد. در نیمه‌نهایی، رئالی‌ها از تیم واشاش مجارستان عبور کردند و به فینال رسیدند تا در برابر میلان به میدان بروند. رئال مادرید با کامبک در فینال جام باشگاه‌های اروپا ۱۹۵۸ و گلزنی دی استفانو قهرمان اروپا شد. دی استفانو با ۱۰ گل آقای گل این رقابت‌ها شد.
در فصل بعد، رئال مادرید با جذب فرانس پوشکاش یکی از بهترین زوج‌های تاریخ فوتبال را به‌وجود آورد. آن‌ها با باخت از اتلتیک بیلبائو از کوپا دل ری حذف شدند و در رتبهٔ دوم لا لیگا قرار گرفتند. دی استفانو با ۲۳ گل آقای گل اسپانیا شد. علیرغم عملکرد بد در اسپانیا، سفیدپوشان در اروپا خوش درخشیدند و با پیروزی ۲–۰ در برابر تیم استاد رنس قهرمان اروپا شدند. دی استفانو نیز برای چهارمین سال پیاپی موفق به گلزنی در فینال شد.
در ۱۶ ژوئیهٔ ۱۹۵۹، با توجه به محبوبیت دی استفانو و پله، رئال مادرید یک بازی دوستانه با پله و تیم برزیلی‌اش سانتوس ترتیب داد. این مسابقه در ورزشگاه خانگی سانتوس برگزار شد و رئال با نتیجهٔ ۵ بر۳ پیروز شد. این بازی یکی ماندگارترین بازی‌های تاریخ فوتبال است چون دو اسطورهٔ فوتبال یعنی دی استفانو و پله در برابر هم قرار گرفتند.
در رأی‌گیری توپ طلای ۱۹۵۹ دی استفانو بالاتر از ریموند کوپا و جان چارلز، برندهٔ توپ طلا شد.
در طول فصل ۱۹۶۰–۱۹۵۹ رئال مادرید دیدی را که یکی از بهترین هافبک‌های فوتبال بود، جذب کرد. او با برزیل قهرمان جام جهانی ۱۹۵۸ شده بود و بالاتر از پله بهترین بازیکن جام جهانی شد. همچنین او هم‌تیمی پله و گارینشا بود. سبک بازی این هافبک برزیلی مانند دی استفانو بود و خیلی زود با تیم سازگار شد. رئالی‌ها در آن فصل به فینال جام باشگاه‌های اروپا ۱۹۶۰ راه پیدا کردند و با حضور ۱۳۵۰۰۰ تماشاگر، تیم آینتراخت فرانکفورت را با نتیجهٔ ۷–۳ شکست دادند. این مسابقه یکی از جذاب‌ترین بازی‌های تاریخ فوتبال است. در این بازی دی استفانو ۳ گل و پوشکاش ۴ گل به ثمر رساندند. در آن سال دی استفانو با ۸ گل پایین‌تر از پوشکاش قرار گرفت. همچنین در لا لیگا رئال مادرید موفق به قهرمانی نشد و پوشکاش بالاتر از دی استفانو، آقای گل این رقابت‌ها شد. همچنین در کوپا دل ری نیز با شکست در برابر اتلتیکو از این رقابت حذف شدند.

#### سال‌های پایانی و ناکامی در اروپا
رئال مادرید در اولین سال تأسیس جام بین قاره‌ای موفق شد نمایندهٔ اروگوئه را با گلزنی دی استفانو با نتیجهٔ ۵–۰ شکست دهد و قهرمان جام بین قاره‌ای ۱۹۶۰ شود. در ۱۳ دسامبر ۱۹۶۰ دی استفانو مقام چهارم توپ طلای ۱۹۶۰ را به‌دست‌آورد. آن‌ها در فصل ۱۹۶۱–۱۹۶۰ برای اولین بار بعد از ۵ سال در جام باشگاه‌های اروپا حذف شدند، اما در لا لیگا با اختلاف زیاد نسبت به تیم دوم یعنی اتلتیکو مادرید قهرمان شدند. کهکشانی‌ها در فینال کوپا دل ری با نتیجهٔ ۳–۲ شکست خوردند. دی استفانو در آن فصل ۲۱ گل به ثمر رساند و بعد از پوشکاش با ۲۸ گل دومین گلزن لا لیگا شد.
در فصل ۱۹۶۲–۱۹۶۱ رئال مادرید در فینال کوپا دل ری در برابر سویا قرار گرفت و با دبل پوشکاش با نتیجهٔ ۲–۱ پیروز شد و بعد از ۱۵ سال قهرمان کوپا دل ری شد. وی در دسامبر ۱۹۶۱ در جایگاه ششم توپ طلای ۱۹۶۱ قرار گرفت. در فصل ۱۹۶۲–۱۹۶۱ در اروپا، رئال با عبور از استاندارد لیژ و یوونتوس برای ششمین بار در تاریخ خود، به فینال راه پیدا کرد و در برابر مدافع عنوان قهرمانی یعنی بنفیکا قرار گرفت. اگر چه رئالی‌ها دو بار جلو افتادند اما در نهایت با نتیجهٔ ۵ بر ۳ مغلوب تیم پرتغالی شدند. این اولین فینالی بود که دی استفانو در آن گل نزد (هر سه گل را پوشکاش به ثمر رساند). با این وجود او با ۷ گل آقای گل این رقابت‌ها شد. همچنین رئال مادرید موفق به قهرمانی در آن فصل لا لیگا شد. در فصل ۱۹۶۳–۱۹۶۲ رئال مادرید با دی استفانوی ۳۷ ساله بالاتر از اتلتیکو، قهرمان اسپانیا شد؛ اما پوشکاش آقای گل این رقابت‌ها شد. همچنین رئال مادرید در این فصل از جام باشگاه‌های اروپا از اندرلشت شکست خورد و حذف شد.
فصل ۱۹۶۴–۱۹۶۳ آخرین فصل دی استفانو در رئال مادرید بود. در ابتدا تیم یک تور پیش‌فصل در ونزوئلا داشت تا در جام باشگاه‌های جهان کوچک ۱۹۶۳ شرکت کند اما درست قبل بازی با سائو پائولو توسط نیروی‌های مسلح آزادی‌بخش ونزوئلا در هتل پوتوماک در کاراکاس ربوده شد. البته سه روز بعد درحالی‌که هیچ صدمه‌ای ندیده بود آزاد شد اما رئال مادرید بدون او دوام نیاورد و موفق به برد قهرمان آرژانتین نشد. رئالی‌ها برای چهارمین فصل پیاپی قهرمان لالیگا شدند و پس از شکست دادن میلان با نتیجهٔ ۴ بر ۳ برای هفتمین بار به فینال جام باشگاه‌های اروپا ۱۹۶۴ راه پیدا کردند. دی استفانو قبل از بازی با اینتر میلان در فینال، صریحاً از تاکتیک‌های میگل مونیوز سرمربی رئال مادرید انتقاد کرد که البته برنابئو نیز از او حمایت کرد اما در نهایت فینال را با نتیجهٔ ۳–۱ واگذار کردند تا برای دومین بار نایب قهرمان شوند.

#### عملکرد کلی دی استفانو در رئال مادرید
دی استفانو ۱۱ سال در رئال مادرید بازی کرد. ۸ قهرمانی لالیگا، ۱ کوپا دل ری، ۲ جام لاتین، ۵ قهرمانی پیاپی در اروپا، ۱ جام بین قاره‌ای و یک قهرمانی در جام باشگاه‌های جهان کوچک، افتخارات آلفردو در رئال مادرید است. همچنین چندین عنوان فردی مانند ۵ جایزهٔ پیچیچی و ۲ توپ طلا از جمله افتخارات او در رئال مادرید است. وی در کل در ۵۱۰ بازی ۴۱۸ گل به ثمر رساند، اما آمار رسمی، ۳۰۸ گل در ۳۹۶ بازی است. همچنین او بهترین گلزن تاریخ باشگاه شد اما بعد از چندین دهه این رکورد توسط رائول و سپس توسط کریستیانو رونالدو و کریم بنزما شکسته شد. دی استفانو همچنین رکورد ۲۲ هت‌تریک در لا لیگا را به ثمر رساند و آخرین هت‌تریک در برابر رئال مورسیا در ۱۵ مارس ۱۹۶۴ رخ داد و او با ۳۷ سال و ۲۵۵ روز سن، مسن‌ترین بازیکنی شد که به این موفقیت نه تنها در لا لیگا بلکه در پنج لیگ برتر اروپا دست یافته است. رکوردی که او به مدت ۴۵ سال در اختیار داشت تا این‌که توسط خواکین سانچز در سال ۲۰۱۹ شکسته شد.

### خروج از رئال مادرید
پس از باخت رئال مادرید در فینال جام باشگاه‌های اروپا در سال ۱۹۶۴ برابر اینتر میلان، سانتیاگو برنابئو به دی استفانو پیشنهاد داد به جای تمدید قرارداد این بازیکن، در کادر مربیگری حضور پیدا کند. دی استفانو این پیشنهاد را رد کرد و از رئال مادرید به اسپانیول نقل مکان کرد.
پیشکسوت آرژانتینی در اولین فصل حضور خود در اسپانیول ۹ گل در همهٔ مسابقات به ثمر رساند و بعد از ۱۵ سال نتوانست تعداد گل‌های خود را دو رقمی کند. وی پس از ۱۴ گل در ۶۹ مسابقه با اسپانیول، در ۴۰ سالگی در سال ۱۹۶۶ به عنوان بازیکن بازنشسته شد و به تیمش کمک کرد تا در هر دو فصل به دستهٔ پایین‌تر سقوط نکند. علیرغم آنچه گفته شد، برنابئو تصمیم گرفت تا یک مسابقهٔ خداحافظی مقابل سلتیک در مادرید برگزار کند، تا از او به خاطر خدماتش تجلیل کند.

## ردهٔ ملی

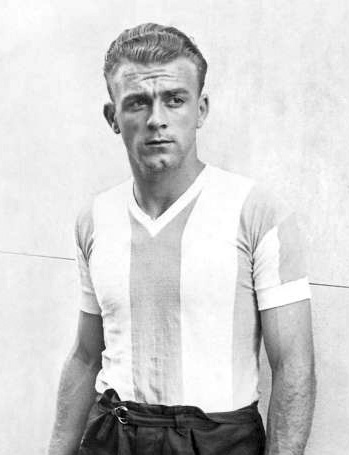
آلفردو دی استفانو در تیم ملی آرژانتین

دی استفانو در کل ۳۸ بازی ملی و ۲۹ گل در کارنامهٔ خود دارد. او ۳۱ بار برای تیم ملی اسپانیا، ۶ بار برای تیم ملی آرژانتین و چهار بار برای تیم ملی فوتبال کلمبیا به میدان رفته است. البته فیفا بازی دی استفانو برای کلمبیا را به رسمیت نمی‌شناسد. همچنین او تنها بازیکن فوتبال است که برای سه کشور مختلف به میدان رفته است.

### آرژانتین
اولین حضور بین‌المللی او به ۴ دسامبر ۱۹۴۷ و در کوپا آمریکا در اکوادور بر می‌گردد. دی استفانو در اولین بازی ملی خود گلزنی کرد تا آرژانتین با نتیجهٔ ۷–۰ بولیوی را شکست دهد. او در طول مسابقات ۵ گل دیگر به ثمر رساند (از جمله هت‌تریک در برابر کلمبیا). در نهایت آرژانتین قهرمان جام ملت‌های آمریکای جنوبی ۱۹۴۷ شد و دی استفانو با زدن ۶ گل در ۶ بازی از عوامل اصلی این قهرمانی بود.
اعتصاب بازیکنان آرژانتین و اختلاف با فدراسیون برزیل باعث کنار رفتن آرژانتین از مقدماتی جام جهانی ۱۹۵۰ در برزیل شد تا دی استفانو شانس حضور در اولین جام جهانی خود را از دست بدهد. بعداً آرژانتین از حضور در مسابقات قهرمانی ۱۹۴۹ و ۱۹۵۳ آمریکای جنوبی منع شد. فیفا نیز دی استفانو را به دلیل حضور در کلمبیا، از بازی در تیم ملی آرژانتین منع کرد (هر چند آرژانتین دیگر در جام جهانی حضور نداشت).

### کلمبیا
پس از انتقال دی استفانو به کلمبیا، او در چهار بازی دوستانه برای تیم ملی کلمبیا به میدان رفت. البته دی استفانو پاسپورت کلمبیایی نداشت به همین دلیل فیفا بازی دی استفانو برای کلمبیا را به رسمیت نمی‌شناسد.

### اسپانیا
دی استفانو به بازی در اسپانیا علاقه داشت و منطقی بود پس از محرومیت در آرژانتین برای اسپانیا به میدان برود. فیفا ابتدا با این موضوع مخالف بود اما دی استفانو در سال ۱۹۵۶ تابعیت اسپانیا گرفت تا مجوز حضور در تیم ملی اسپانیا را به‌دست‌آورد. سرانجام او در ۳۰ ژانویه ۱۹۵۷ در یک بازی دوستانه در مادرید به میدان رفت. او در اولین بازی خود هتریک کرد تا اسپانیا آن بازی را با نتیجه ۵–۱ به پیروزی برساند. تیم ملی اسپانیا در مرحله انتخابی جام جهانی ۱۹۵۸ سوئد با تیم‌های سوئیس و اسکاتلند رو به رو شد که حریف چندان سختی به نظر نمی‌رسید. همچنین در آن دوره تیم ملی اسپانیا به غیر از دی استفانو، بازیکنانی بزرگی مانند لاسلو کوبالا، لوییس سوارز میرامونتس و فرانسیسکو خنتو را در اختیار داشت. اسپانیا در شروع کار به تساوی ۲–۲ در برابر سوئیس رسید و از اسکاتلند ۴–۲ باخت. اسپانیا هر دو بازی برگشت را با نتیجه ۴–۱ به پیروزی رسید اما با توجه به پیروزی اسکاتلند در برابر سوئیس، اسپانیا به مرحله بعدی راه پیدا نکرد و دی استفانو دوباره شانس حضور در جام جهانی را از دست داد. همچنین دی استفانو در هر ۴ بازی حضور داشت و ۲ گل به ثمر رساند.
در سال ۱۹۶۱ دی استفانو سرانجام در سن ۳۶ سالگی راهی جام جهانی شد و به اسپانیا کمک کرد تا به جام جهانی ۱۹۶۲ شیلی راهی پیدا کند. اما درست قبل از شروع جام جهانی یک آسیب دیدگی عضلانی مانع از بازی او در جام جهانی شد و دی استفانو دوباره با بد شانسی جام جهانی را از دست داد. اما در هر حال او با تیم به شیلی سفر کرد. اسپانیا بازیکنانی مانند خوزه سانتاماریا و فرانس پوشکاش را در اختیار داشت و به خود می‌بالید اما با مصدومیت دی استفانو، اسپانیا نتوانست کاری را از پیش ببرد و در نهایت در مرحله گروه حذف شد.
پس پایان جام جهانی دی استفانو از تیم ملی خداحافظی کرد.

## ربوده شدن دی استفانو در کاراکاس
در شب ۲۴ اوت ۱۹۶۳، نیروهای مسلح آزادی‌خواه ملی ونزوئلا، وارد اتاق دی استفانو در هتل پوتاماک کاراکاس شدند و دی استفانو را با تهدید اسلحه ربودند. گروگان‌گیری توسط شخصی به نام جولیان گریمائو، کمونیست اسپانیایی انجام شد که بعداً در سال ۱۹۶۶ به دستور ژنرال فرانکو اعدام شد. دی استفانو دو روز بعد روبه روی هتل بدون هیچ آسیبی آزاد شد. او گفت که در این دو روز با او بد رفتاری نکردند.

## مربیگری

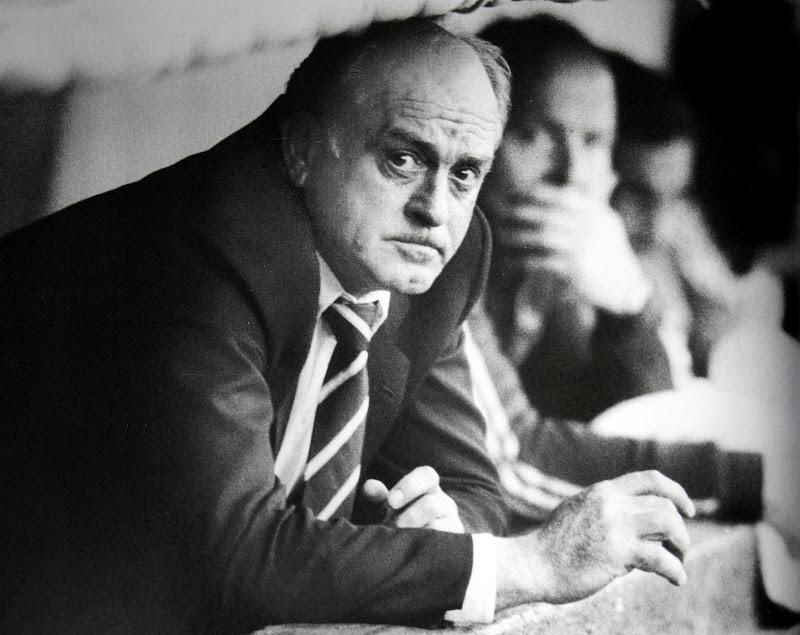
تصویر آلفردو دی استفانو از نمایی دیگر

بعد از بازنشستگی، دی استفانو به مربیگری روی آورد. وی با باشگاه بوکا جونیورز به قهرمانی لیگ دست پیدا کرد و با والنسیا قهرمان لالیگا و جام برندگان جام اروپا شد. او همچنین اسپورتینگ را در فصل ۱۹۷۴–۷۵ و رئال مادرید را از سال ۱۹۸۲ تا ۱۹۸۴ هدایت کرد. او با رئال در فصل ۱۹۸۲–۸۳ در لالیگا سوم شد و در کوپا دل ری و کوپا دی لالیگا نایب قهرمان شد. همچنین با رئال مادرید به مقام قهرمانی سوپر جام اسپانیا دست پیدا کرد و در فینال جام برندگان جام اروپا توسط آبردین تحت هدایت الکس فرگوسن شکست خورد.
به‌طور کلی او در دوران مربیگری هدایت ۸ تیم مختلف را به عهده گرفت و در کل ۷ جام به‌دست‌آورد. و در سال ۱۹۹۱ از دنیای مربیگری خداحافظی کرد.

## بعد از مربیگری
دی استفانو تا زمان مرگ خود در سال ۲۰۱۴ در مادرید اقامت داشت. وی در ۵ نوامبر ۲۰۰۰ رئیس افتخاری رئال مادرید شد. او به مدت ۱۴ سال و تا پایان عمر خود عنوان رئیس افتخاری رئال مادرید را بر عهده داشت.
در ۹ مه ۲۰۰۶ ورزشگاه آلفردو دی استفانو افتتاح شد، جایی که معمولاً رئال در آن تمرین می‌کند. بازی افتتاحیه آن بین رئال مادرید و استاد رنس برگزار شد که رئال مادرید با گل‌های سرخیو راموس، آنتونیو کاسانو(۲)، روبرتو سولدادو(۲) و خوزه مانوئل ژورداو با نتیجه ۶–۱ به اتمام رسید

## زندگی شخصی
دی استفانو در سال ۱۹۵۰ با سارا فریتس ازدواج کرد. آنها شش فرزند داشتند: آلفردو، ایگناسیو، صوفیا، سیلوانا، هلنا و نانت. سارا همسر دی استفانو در سال ۲۰۰۵ درگذشت.
در سال ۲۰۱۳، دی استفانو ۸۶ ساله با دبیر شخصی ۳۶ ساله خود، جینا گونزالس رابطه داشت. او برنامه خود را برای ازدواج در همان سال اعلام کرد اما قبل از این اتفاق درگذشت

## سوپر توپ طلا
نشریه فرانس فوتبال در سال ۱۹۸۹ تصمیم گرفت بهترین بازیکن تاریخ فوتبال را انتخاب کند و نام جایزه آن را سوپر توپ طلا گذاشت. یوهان کرایف، میشل پلاتینی و آلفردو دی استفانو سه نامزدهای نهایی اعلام شدند و در نهایت دی استفانو در ۶۳ سالگی این جایزه را مال خود کرد.
لازم است ذکر شود که دی استفانو تنها بازیکن تاریخ فوتبال است که موفق به کسب سوپر توپ طلا می‌شود.

## مرگ
در سال ۲۰۱۴ دی استفانو دچار حمله قلبی دیگری شد و در ۵ ژوئیه ۲۰۱۴ به بیمارستان منتقل شد. پس دو روز بستری در بخش مراقبت‌های ویژه در بیمارستان، در نهایت آلفردو دی استفانو در ۷ ژوئیه ۲۰۱۴ درگذشت.
در ۸ ژوئیه، تابوت دی استفانو برای نمایش عمومی در ورزشگاه سانتیاگو برنابئو قرار داده شد. فلورنتینو پرز رئیس رئال مادرید و ایکر کاسیاس کاپیتان رئال مادرید از جمله حضار بودند. دنبال مرگ وی، بسیاری از شخصیت‌های معروف از جمله الکس فرگوسن، پله، کریستیانو رونالدو، دیگو مارادونا و بابی چارلتون ادای احترام کردند. در مرحله نیمه نهایی جام جهانی ۲۰۱۴ بین آرژانتین و هلند در تاریخ ۹ ژوئیه، به احترام دی استفانو همه حضار یک دقیقه سکوت کردند. همچنین تیم آرژانتین نیز به احترام او، روبان‌های سیاه برتن کرد.
در تاریخ ۱۴ ژوئیه دو تیم میلوناریوس و ریور پلاته به احترام بازیکن سابق خود یک بازی دوستانه در ورزشگاه خانگی میلوناریوس برگزار کردند

## آمار

### باشگاه
| باشگاه         | سال     | لیگ  | لیگ | حذفی | حذفی | قاره ای | قاره ای | مجموع | مجموع |
| باشگاه         | سال     | بازی | گل  | بازی | گل   | بازی    | گل      | بازی  | گل    |
| -------------- | ------- | ---- | --- | ---- | ---- | ------- | ------- | ----- | ----- |
| ریور پلاته     | ۱۹۴۵    | ۱    | ۰   | ۰    | ۰    | ۰       | ۰       | ۱     | ۰     |
| هوراکان (قرضی) | ۱۹۴۶    | ۲۵   | ۱۰  | ۲    | ۰    | ۰       | ۰       | ۲۷    | ۱۰    |
| هوراکان (قرضی) | مجموع   | ۲۵   | ۱۰  | ۲    | ۰    | ۰       | ۰       | ۲۷    | ۱۰    |
| ریور پلاته     | ۱۹۴۷    | ۳۰   | ۲۷  | ۰    | ۰    | ۲       | ۱       | ۳۲    | ۲۸    |
| ریور پلاته     | ۱۹۴۸    | ۲۳   | ۱۳  | ۱    | ۱    | ۶       | ۴       | ۳۰    | ۱۸    |
| ریور پلاته     | ۱۹۴۹    | ۱۲   | ۹   | ۰    | ۰    | ۰       | ۰       | ۱۲    | ۹     |
| ریور پلاته     | مجموع   | ۶۶   | ۴۹  | ۱    | ۱    | ۸       | ۵       | ۷۵    | ۵۵    |
| میلوناریوس     | ۱۹۴۹    | ۱۴   | ۱۶  | ۰    | ۰    | ۰       | ۰       | ۱۴    | ۱۶    |
| میلوناریوس     | ۱۹۵۰    | ۲۹   | ۲۳  | ۲    | ۱    | ۰       | ۰       | ۳۱    | ۲۴    |
| میلوناریوس     | ۱۹۵۱    | ۳۴   | ۳۲  | ۴    | ۴    | ۰       | ۰       | ۳۸    | ۳۶    |
| میلوناریوس     | ۱۹۵۲    | ۲۴   | ۱۹  | ۴    | ۵    | ۰       | ۰       | ۲۸    | ۲۴    |
| میلوناریوس     | مجموع   | ۱۰۱  | ۹۰  | ۱۰   | ۱۰   | ۰       | ۰       | ۱۱۱   | ۱۰۰   |
| رئال مادرید    | ۱۹۵۳–۵۴ | ۲۸   | ۲۷  | ۰    | ۰    | ۰       | ۰       | ۲۸    | ۲۷    |
| رئال مادرید    | ۱۹۵۴–۵۵ | ۳۰   | ۲۵  | ۰    | ۰    | ۲       | ۰       | ۳۲    | ۲۵    |
| رئال مادرید    | ۱۹۵۵–۵۶ | ۳۰   | ۲۴  | ۰    | ۰    | ۷       | ۵       | ۳۷    | ۲۹    |
| رئال مادرید    | ۱۹۵۶–۵۷ | ۳۰   | ۳۱  | ۳    | ۳    | ۱۰      | ۹       | ۴۳    | ۴۳    |
| رئال مادرید    | ۱۹۵۷–۵۸ | ۳۰   | ۱۹  | ۷    | ۷    | ۷       | ۱۰      | ۴۴    | ۳۶    |
| رئال مادرید    | ۱۹۵۸–۵۹ | ۲۸   | ۲۳  | ۸    | ۵    | ۷       | ۶       | ۴۳    | ۳۴    |
| رئال مادرید    | ۱۹۵۹–۶۰ | ۲۳   | ۱۲  | ۵    | ۳    | ۶       | ۸       | ۳۴    | ۲۳    |
| رئال مادرید    | ۱۹۶۰–۶۱ | ۲۳   | ۲۱  | ۹    | ۸    | ۴       | ۱       | ۳۶    | ۳۰    |
| رئال مادرید    | ۱۹۶۱–۶۲ | ۲۳   | ۱۱  | ۸    | ۴    | ۱۰      | ۷       | ۴۱    | ۲۲    |
| رئال مادرید    | ۱۹۶۲–۶۳ | ۱۳   | ۱۲  | ۹    | ۹    | ۲       | ۱       | ۲۴    | ۲۲    |
| رئال مادرید    | ۱۹۶۳–۶۴ | ۲۴   | ۱۱  | ۱    | ۱    | ۹       | ۵       | ۳۴    | ۱۷    |
| رئال مادرید    | مجموع   | ۲۸۲  | ۲۱۶ | ۵۰   | ۴۰   | ۶۴      | ۵۲      | ۳۹۶   | ۳۰۸   |
| اسپانیول       | ۱۹۶۴–۶۵ | ۲۴   | ۷   | ۳    | ۲    | ۰       | ۰       | ۲۷    | ۹     |
| اسپانیول       | ۱۹۶۵–۶۶ | ۲۳   | ۴   | ۴    | ۱    | ۶       | ۰       | ۳۳    | ۵     |
| اسپانیول       | مجموع   | ۴۷   | ۱۱  | ۷    | ۳    | ۶       | ۰       | ۶۰    | ۱۴    |
| مجموع          | مجموع   | ۵۲۱  | ۳۷۶ | ۷۰   | ۵۴   | ۷۸      | ۵۷      | ۶۶۹   | ۴۸۷   |

### ملی
| آرژانتین |      |    |
| سال      | بازی | گل |
| ۱۹۴۷     | ۶    | ۶  |
| مجموع    | ۶    | ۶  |

| اسپانیا |      |    |
| سال     | بازی | گل |
| ۱۹۵۷    | ۷    | ۷  |
| ۱۹۵۸    | ۴    | ۱  |
| ۱۹۵۹    | ۵    | ۶  |
| ۱۹۶۰    | ۸    | ۶  |
| ۱۹۶۱    | ۷    | ۳  |
| مجموع   | ۳۱   | ۲۳ |

## لقب
هواداران رئال مادرید به دی استفانو لقب لاسانتا را داده‌اند که به معنای پیکان طلایی است. همچنین در سرود رسمی باشگاه رئال مادرید نیز از این لقب یاد شده است.

## افتخارات

### تیم ملی
- تیم ملی فوتبال آرژانتین
  - کوپا آمریکا: ۱۹۴۷

### باشگاه
- ریور پلاته
  - لیگ برتر فوتبال آرژانتین:(۲بار) ۱۹۴۵، ۱۹۴۷
  - جام لیبرتادورس: ۱۹۴۸ (نایب قهرمان)
  - کوپا آلدائو:(۱بار) ۱۹۴۷
- میلوناریوس
  - لیگ سری آ کلمبیا:(۳بار) ۱۹۴۹، ۱۹۵۱، ۱۹۵۲،
  - جام حذفی فوتبال کلمبیا:(۱بار) ۱۹۵۳
  - جام باشگاه‌های جهان کوچک:(۱بار) ۱۹۵۳
- رئال مادرید
  - لا لیگا:(۸بار) ۱۹۵۳–۵۴، ۱۹۵۵، ۱۹۵۷، ۱۹۵۸، ۱۹۶۱، ۱۹۶۲، ۱۹۶۳، ۱۹۶۳–۶۴
  - کوپا دل ری:(۱بار) ۱۹۶۱–۶۲
  - لیگ قهرمانان اروپا:(۵بار) ۵۶–۱۹۵۵, ۵۷–۱۹۵۶, ۵۸–۱۹۵۷, ۵۹–۱۹۵۸, ۶۰–۱۹۵۹
  - جام بین قاره‌ای:(۱بار) ۱۹۶۰
  - جام باشگاه‌های جهان کوچک:(۱بار) ۱۹۵۶
  - جام لاتین :(۲بار) ۱۹۵۵، ۱۹۵۷

### شخصی
- بهترین گل‌زن لیگ آرژانتین
  - ۱۹۴۷
- بهترین گل‌زن لیگ کلمبیا
  - ۱۹۵۱، ۱۹۵۲
- بهترین گلزن جام باشگاه‌های جهان کوچک
  - ۱۹۵۳ ،۱۹۵۶
- جایزه پیچیچی
  - ۱۹۵۴، ۱۹۵۶، ۱۹۵۷، ۱۹۵۸، ۱۹۵۹
- توپ طلای اروپا
  - ۱۹۵۷، ۱۹۵۹
  - سوپر توپ طلا، توسط مجله فرانس فوتبال: ۱۹۸۹[۱۶][۱۷]
- بهترین گل‌زن جام باشگاه‌های اروپا
  - ۵۸–۱۹۵۷, ۶۲–۱۹۶۱
- ورزشکار سال اسپانیا
  - ۱۹۵۷، ۱۹۵۹، ۱۹۶۰، ۱۹۶۴
- فیفا ۱۰۰
- تیم منتخب فوتبال سده ۲۰
  - ۱۹۹۸
- بازیکن طلایی اسپانیا از طرف یوفا
  - ۲۰۰۴
- عنوان اسطوره فوتبال از طرف گلدن فوت
  - ۲۰۰۴
- جایزه رئیس یوفا
  - ۲۰۰۷
- تیم رؤیایی فوتبال (نقره ای)
  - ۲۰۲۰

### مربی
- بوکا جونیورز
  - لیگ برتر فوتبال آرژانتین: ۱۹۶۹
  - جام حذفی فوتبال آرژانتین: ۱۹۶۹
- ریور پلاته
  - لیگ برتر فوتبال آرژانتین: ۱۹۸۱
- والنسیا
  - لا لیگا: ۱۹۷۰–۷۱
    - نایب قهرمان: ۱۹۷۱–۷۲

  - کوپا دل ری:
    - نایب قهرمان: ۱۹۷۰–۷۱ , ۱۹۷۱–۷۲

  - جام برندگان جام اروپا: ۱۹۷۹–۸۰
  - لیگا ادلانته: ۱۹۸۶–۸۷
- رئال مادرید
  - لا لیگا:
    - نایب قهرمان: ۱۹۸۲–۸۳، ۱۹۸۳–۸۴

  - کوپا دل ری:
    - نایب قهرمان: ۱۹۸۲–۸۳

  - کوپا دی لالیگا:
    - نایب قهرمان: ۱۹۸۲–۸۳

  - جام برندگان جام اروپا:
    - نایب قهرمان: ۱۹۸۲–۸۳

  - سوپر کوپا د اسپانیا: ۱۹۹۰